# Universidad de California en Davis

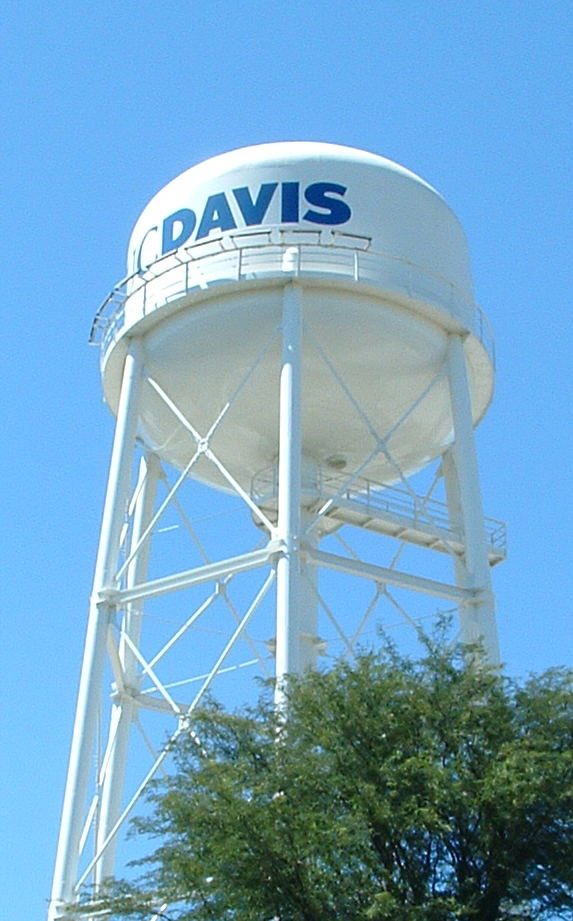
Water Tower

La Universidad de California en Davis (en idioma inglés University of California, Davis), también conocida como UC Davis, UCD o Davis, es una universidad pública de investigación con concesión de tierras cerca de Davis, California. Nombrada una Public Ivy, es el más septentrional de los diez campus del sistema de la Universidad de California. La institución se fundó por primera vez como una rama agrícola del sistema en 1905 y se convirtió en el séptimo campus de la Universidad de California en 1959.
La universidad está clasificada entre "R1: Universidades Doctorales - Actividad investigadora muy alta". La facultad de UC Davis incluye 23 miembros de la Academia Nacional de Ciencias, 30 miembros de la Academia Estadounidense de las Artes y las Ciencias, 17 miembros del Instituto de Derecho Estadounidense, 14 miembros de la Academia Nacional de Medicina y 14 miembros de la Academia Nacional de Ingeniería. Entre otros honores que han ganado profesores universitarios, exalumnos e investigadores se encuentran dos Premios Nobel, una Medalla Fields, una Medalla Presidencial de la Libertad, tres Premios Pulitzer, tres becas MacArthur y una Medalla Nacional de Ciencia.
Fundada como un campus principalmente agrícola, la universidad se ha expandido durante el siglo pasado para incluir programas profesionales y de posgrado en medicina (que incluye el Centro Médico UC Davis), derecho, medicina veterinaria, educación, enfermería y administración de empresas, además de 90 programas de investigación ofrecidos por UC Davis Graduate Studies. La Escuela de Medicina Veterinaria de UC Davis es la escuela de veterinaria más grande de los Estados Unidos y ocupó el primer lugar en el mundo durante cinco años consecutivos (2015–19). El UC Center Sacramento, un programa orientado al servicio público fundado en 2004, es operado por UC Davis. UC Davis también ofrece certificados y cursos, incluidas clases en línea, para adultos y estudiantes no tradicionales a través de su División de Educación Continua y Profesional.
Los UC Davis Aggies compiten en la División I de la NCAA, principalmente como miembros de la Big West Conference con deportes adicionales en la Big Sky Conference (solo fútbol) y la Mountain Pacific Sports Federation. Los atletas de UC Davis han ganado un total de 10 medallas olímpicas.

## Academia
La universidad tiene 102 carreras de pregrado y 101 programas de posgrado. Cuenta con un Departamento de Viticultura y Enología (que se ocupa del estudio científico de la viticultura y la elaboración del vino) que ha sido y sigue siendo responsable de importantes avances en la vinificación utilizados por muchas bodegas californianas. El campus afirma que se destaca por sus programas de agricultura y economía de los recursos y el gran Departamento de Ciencia Animal a través del cual los estudiantes pueden estudiar en la propia planta de procesamiento de carne, lechería, instalaciones ecuestres y granja experimental de la universidad en el campus. Los estudiantes de horticultura ambiental y otras ciencias botánicas tienen muchos acres de tierras de cultivo en el campus y el Arboreto de la Universidad de California en Davis, a su disposición. El Departamento de Ciencias Aplicadas fue fundado y anteriormente presidido por el físico Edward Teller. Las artes también se estudian extensamente en el campus con materias como arte de estudio, diseño, música, teatro y danza. El Departamento de Diseño de UC Davis es la única unidad integral de diseño académico del sistema de la Universidad de California. También está el Centro Mondavi para las Artes Escénicas, que cuenta con artistas de todo el mundo. 
Los programas de pregrado se imparten en cuatro facultades.
- Facultad de Letras y Ciencia
- Facultad de Ciencias Biológicas
- Facultad de Agricultura y Medio Ambiente
- Facultad de Ingeniería

Los programas de postgrado se imparten en siete escuelas:
- Estudios de Postgrado de UC Davis
- Escuela de Postgrado de Administración
- Escuela de Educación
- Escuela de Derecho
- Escuela de Medicina
- Escuela de Enfermería Betty Irene Moore
- Escuela de Medicina Veterinaria

### Rankings
UC Davis se considera un "Public Ivy". En su edición de 2022, U.S. News & World Report clasificó a UC Davis empatada como la décima mejor universidad pública de los Estados Unidos, empatada en el puesto 38 a nivel nacional y empatada en el puesto 67 a nivel mundial. Washington Monthly clasificó a UC Davis en el puesto 13 en su ranking de universidades nacionales de 2020, según su contribución al bien público medido por la movilidad social, la investigación y la promoción del servicio público. La revista Money clasificó a UC Davis en el décimo lugar en el país entre 739 escuelas evaluadas para su edición de 2020 "Mejores universidades por su dinero" y en el cuarto lugar en su lista de las 50 mejores escuelas públicas de los Estados Unidos. Forbes en 2022 clasificó a UC Davis en el puesto 23 en general de 650 colegios y universidades en los EE. UU., 22 entre las universidades de investigación, 4 entre las universidades públicas y 11 por "Mejor valor".
El Ranking Académico de las Universidades del Mundo colocó a UC Davis en el puesto 40 a nivel nacional y en el 90 a nivel mundial para 2019. En su ranking de 2019, el Ranking Mundial de Universidades de Times Higher Education la ubicó empatada en el puesto 59 en el mundo. La clasificación mundial de universidades QS la clasificó empatada en el puesto 104 a nivel mundial para sus calificaciones de 2020, con Veterinary Science, así como Agriculture & Forestry en el segundo lugar en el mundo.

## Profesorado e investigación

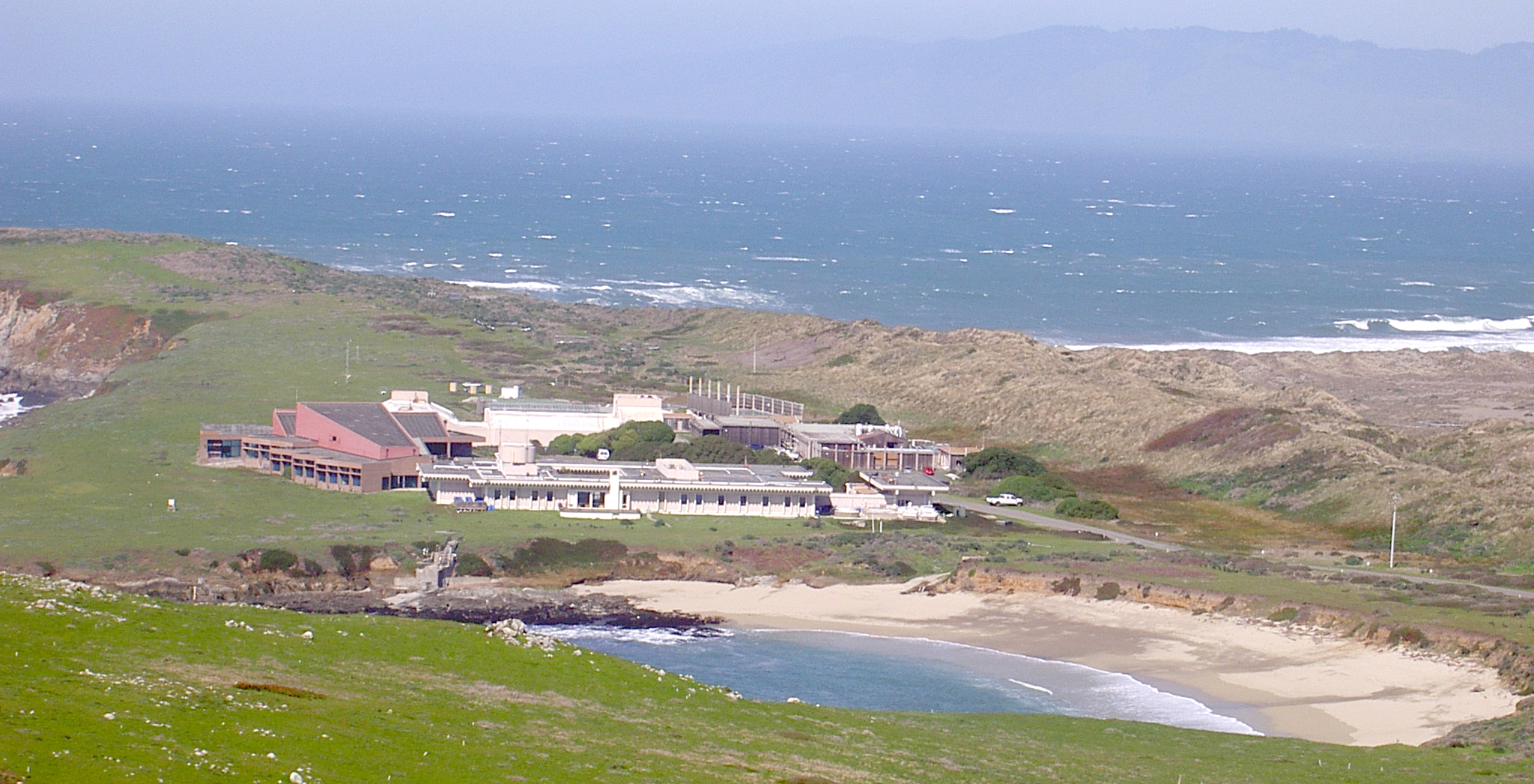
Bodega Marine Lab desde el sur, mirando a través de Horseshoe Cove

UC Davis es uno de los 62 miembros de la Asociación de Universidades Americanas, una organización de universidades líderes en investigación dedicada a mantener un sistema sólido de investigación y educación académica. Se compone de sesenta universidades en los Estados Unidos (tanto públicas como privadas) y dos universidades en Canadá.
Entre 2017 y 2020, Neuralink pagó a UC Davis 1,4 millones de dólares para utilizar sus instalaciones para experimentos con implantes cerebrales en monos. Algunos monos fueron sacrificados después de desarrollar infecciones y mal funcionamiento. El Comité de Médicos para la Medicina Responsable ha presentado una demanda de registros públicos exigiendo el acceso a la investigación.
La universidad afirma que cumplió con la Ley de Registros Públicos de California y que los protocolos de investigación fueron revisados minuciosamente y aprobados por el Comité Institucional de Cuidado y Uso de Animales (IACUC, por sus siglas en inglés) del campus.
El Laboratorio Nuclear de Crocker en el campus ha tenido un acelerador de partículas desde 1966.
El laboratorio es utilizado por científicos e ingenieros de la industria privada, universidades y el gobierno para investigar temas que incluyen física nuclear, física aplicada del estado sólido, efectos de radiación, calidad del aire, geología planetaria y cosmogenia. UC Davis es el único campus de UC, además de Berkeley, que tiene un laboratorio nuclear.
Agilent Technologies también trabajará con la universidad para establecer un Centro de investigación de ondas milimétricas de Davis para realizar investigaciones sobre sistemas de ondas milimétricas y THz.

### Gastos de investigación
UC Davis gastó $788,8 millones en investigación y desarrollo en el año fiscal 2018, ubicándose en el puesto 30 en la nación.

### Honores recibidos por el profesorado
Su cuerpo docente incluye 23 miembros de la Academia Nacional de Ciencias, 14 miembros de la Academia Nacional de Ingeniería, 30 miembros de la Academia Estadounidense de las Artes y las Ciencias, 17 miembros del Instituto de Derecho Estadounidense, 5 miembros de la Royal Society, 3 ganadores del Premio Pulitzer, 1 becario Guggenheim y 3 becarios MacArthur.